# Ligne de Saint-Georges-d'Aurac à Saint-Étienne-Châteaucreux
La ligne de Saint-Georges-d'Aurac à Saint-Étienne-Châteaucreux est une voie ferrée française du sud du Massif central, qui relie la ligne des Cévennes (Paris-Clermont-Nîmes-Marseille) depuis Saint-Georges-d'Aurac aux villes de Saint-Étienne et, par extension, Lyon. Elle dessert notamment la ville du Puy-en-Velay, préfecture de la Haute-Loire.
Elle constitue la ligne no 798 000 du réseau ferré national.

## Histoire

### Origines
La ligne de Saint-Georges-d'Aurac à Saint-Étienne-Châteaucreux, partie d'un itinéraire « de Bordeaux à Lyon », est concédée à titre éventuel par décret impérial le 21 avril 1853 à Messieurs le comte de Morny, J. Masterman, le comte H. de Pourtalès-Gorgier, Matthiew Uzielli, Calvet-Rogniat, Samuel Laing, le marquis de Latour-Maubourg et Hutchinson.
Le 30 mars 1853 est constituée la Compagnie du chemin de fer Grand-Central de France. Cette compagnie est autorisée par un décret impérial du 30 juillet 1853 qui autorise aussi sa substitution aux concessionnaires initiaux de la ligne.
Les 2 février et 6 avril 1855 est signée une convention entre le ministre des Travaux publics et les administrateurs de la Compagnie du chemin de fer Grand-Central de France. Elle concède à titre définitif à la compagnie la ligne « entre Saint-Étienne et le chemin de fer de Clermont-Ferrand à Montauban ». Cette convention est approuvée par décret impérial le 7 avril 1855. Mais la Compagnie du chemin de fer Grand-Central de France est victime d'une déconfiture financière et est démantelé en 1857 au profit de la Compagnie du chemin de fer de Paris à Orléans et de la constitution de la Compagnie des chemins de fer de Paris à Lyon et à la Méditerranée. Cette dernière compagnie récupère notamment la concession de la ligne « d'Arvant à Saint-Étienne par le Puy », dont la section de Saint-Georges-d'Aurac à Saint-Étienne constitue une section, lors de sa création par la convention signée le 11 avril 1857 entre le ministre des Travaux publics et les Compagnie du chemin de fer de Paris à Lyon et Compagnie du chemin de fer de Lyon à la Méditerranée. Cette convention est approuvée par décret le 19 juin 1857.
La section du Puy à Saint-Étienne a été ouverte à la circulation en trois temps :
- le 30 mai 1859 entre Firminy et Saint-Étienne[5] ;
- le 9 novembre 1863 entre Pont-de-Lignon et Firminy[6] ;
- le 14 mai 1866 entre Le Puy et Pont-de-Lignon[7].

La gare du Puy-en-Velay devient le terminus provisoire de la ligne venant de Saint-Étienne jusqu'à la mise en service de la dernière section entre Saint-Georges et Le Puy le 18 mai 1874, ce dernier tronçon étant réalisé après la ligne Clermont - Nîmes sur laquelle il se raccorde.

### Modernisation de la ligne
L'importance de la relation entre Clermont et Le Puy, l'évolution importante du trafic entre Le Puy et Saint-Étienne, ont justifié l'intégration de cette ligne au CPER Auvergne 2007-2013 ainsi qu'au Plan Rail Auvergne. Sur la section comprise entre Le Puy et Firminy, les travaux, commencés en février 2014, devaient se terminer en août[réf. souhaitée], avant que l'ouverture ne soit repoussée au 6 octobre en raison de contraintes techniques.
Dans le cadre du XIIe contrat de plan État-région Rhône-Alpes, il a été acté la modernisation de la ligne desservant la vallée de l'Ondaine par l'électrification de la section de ligne entre Firminy et Saint-Étienne. Des haltes ont été modernisées comme à Carnot ou rouvertes comme au Clapier. Ce projet, qui devait coûter 49,155 millions d'euros en 2003, a coûté finalement 51,5 millions d'euros.
Un document interne de la région Auvergne-Rhône-Alpes, publié par le quotidien Le Dauphiné libéré le 21 septembre 2016, prévoyait la fermeture à toute circulation de la section entre Saint-Georges-d'Aurac et le Puy-en-Velay en 2019.

## Caractéristiques

### Tracé et profil
Quittant Saint-Georges-d'Aurac, la ligne grimpe sur le plateau du Velay, en passant par le col de Fix, avec une rampe (2,2 %) qui reste raisonnable grâce à un parcours parfois tortueux avec de fortes courbes. La section entre Saint-Georges et Le Puy comporte 52 km alors que le trajet par la route est de 38 km. La ligne descend ensuite vers Le Puy-en-Velay par les vallées du Dolaison et de la Borne. Entre Le Puy et Saint-Étienne, la ligne a nécessité de très nombreux travaux de terrassements. Suivant la Loire dans ses méandres, la ligne est creusée dans le rocher au-dessus du niveau d'inondation du fleuve, empruntant les quelques élargissements offerts par ses gorges. Elle pique ensuite sur la ville en traversant toute une zone qui s'est urbanisée le long de cet axe entre Firminy et Saint-Étienne.

### Ouvrages d'art

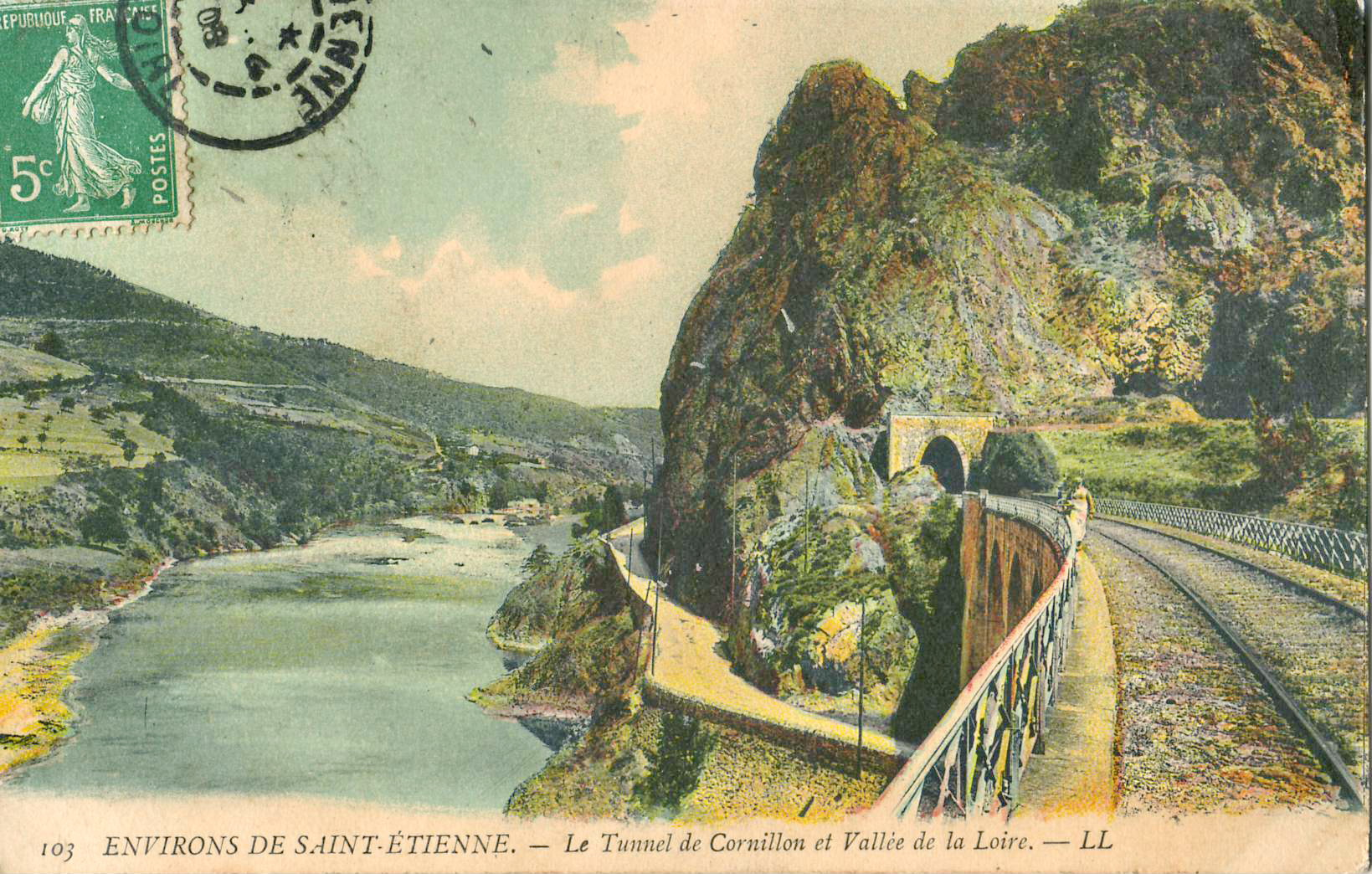
Pont et tunnel de Cornillon, le long de la Loire, au début du XXe siècle.

Les ouvrages d'art sont très nombreux sur la ligne mais en mauvais état. Le tunnel de Fix (2 121 m) est le plus long tunnel ferroviaire en service en Auvergne. Il y a également de nombreux murs de soutènement et ponts en maçonnerie. Enfin, un important glissement de terrain (200 000 m3) entre Saint-Vidal et Borne a eu lieu en 1977.
Côté Loire, des tunnels ont dû être mis au gabarit pour permettre le passage des TER à deux niveaux.

## Infrastructure
Les rails datent de plus de 50 ans en moyenne, notamment entre Saint-Georges-d'Aurac et Saint-Vincent-le-Château mais certaines zones ont été traitées en rails neufs entre 2004 et 2009.
La ligne est à double voie entre les gares de Firminy et de Saint-Étienne-Châteaucreux. Le reste de la ligne est à voie unique.

### Électrification
La ligne a été électrifiée en courant continu 1 500 V entre les gares de Firminy et de Saint-Étienne. Les travaux d'électrification ont commencé en 2004 ; les installations sont mises en service en 2005 (inauguration le 5 décembre et mise en service le 11).
L'électrification permet de remplacer le matériel thermique par du matériel électrique, à 2 niveaux (actuellement : Regio2N ; anciennement : TER 2N, TER 2N NG).

## Exploitation
La ligne est classée en groupe UIC no 8 avec voyageurs et la vitesse maximale de la ligne est de 100 km/h.
Depuis l’origine, les dessertes locales furent assurées :
1. d'une part, grâce à des trains Le Puy - Saint-Georges-d'Aurac, la plupart du temps prolongés jusqu'à Clermont-Ferrand ;
2. d'autre part, grâce à des trains Le Puy - Saint-Étienne parfois prolongés jusqu'à Lyon. Les relations domicile-travail sont la source d’une fréquentation très importante sur la section proche de Saint-Étienne.

### De Saint-Georges-d'Aurac au Puy-en-Velay
Côté ouest, le parcours Clermont - Le Puy (2 h 9 pour 143 km) est nettement en défaveur du rail au regard de celui de la route (1 h 40). La configuration accidentée de la voie (les faibles rayons de courbure) et le kilométrage allongé par les courbes nécessaires pour atteindre le tunnel de Fix-Saint-Geneys rendent en effet les temps de trajet par le train peu compétitifs.
Entre Saint-Georges-d'Aurac et Le Puy, la ligne est empruntée par quatre circulations autorail dans chaque sens acheminant au total environ 600 voyageurs.[réf. souhaitée]

### Du Puy-en-Velay à Saint-Étienne
Entre Le Puy et Saint-Étienne, la desserte comporte en moyenne huit à neuf mouvements complétés par deux liaisons partielles Bas-Monistrol - Saint-Étienne, ce qui amène au nombre de 1 500 voyageurs transportés par jour[réf. souhaitée], le nombre étant croissant à partir de Bas-Monistrol jusqu'à Saint-Étienne. De ce côté de la ligne, le trafic venant d'Auvergne doit s'insérer dans le trafic périurbain très dense de la région stéphanoise puis lyonnaise, avec la problématique de mise en cohérence des dessertes entre les TER Rhône-Alpes cadencés et les TER Auvergne.
En 2003 et en 2007, il existait 24 relations quotidiennes entre Le Puy et Saint-Étienne, assurées en X 73500, en X 4500 ou en X 4630.
Entre Firminy et Saint-Étienne, il existait 24 allers-retours quotidiens en 2006, 26 en 2007 entre Firminy et Saint-Étienne ou Lyon, assurés en TER 2N. Les navettes (10 en 2003, 15 en 2006 et 16 en 2007) étaient assurées en X 4630 ou en X 73500. L'électrification de la ligne a permis une augmentation considérable du nombre de trains.